# Pseudamia hayashii
Pseudamia hayashii is een straalvinnige vissensoort uit de familie van kardinaalbaarzen (Apogonidae). De wetenschappelijke naam van de soort werd voor het eerst geldig gepubliceerd in 1985 door John Ernest Randall, Ernest A. Lachner & Thomas H. Fraser.